# Фатална љубав (ТВ серија из 2014)
Фатална љубав (шп. Reina de corazones) америчка је теленовела, продукцијске куће Телемундо, снимана 2014.
У Србији је 2015. емитована на телевизији Пинк и кабловском каналу Пинк 2.

## Синопсис
Реина Ортиз је скромна кројачица, која сања о венчању из бајке, баш онаквом какво обично имају њене клијенткиње. Са друге стране, Николас Нуњез је радник на паркиралишту, који живи живот пуним плућима и ужива у покеру. Њихови животи по први пут су се укрстили на венчању - она је мислила да је он угледни милионер, док је он био убеђен да је она невестина богата пријатељица. Међутим, стварност често није огледало жеља. Реина је само кројачица, која ради као асистенткиња славне модне дизајнерке, одрасла је без родитеља и живи са маћехом и њеном кћерком, које јој загорчавају живот. Николас је са друге стране младић који је из Мексика дошао у САД у потрази за бољим животом. Паркира аутомобиле клијентима, надајући се да ће једног дана освојити новац на покеру. 
Љубав између Реине и Николаса рађа се на први поглед, али ниједно од њих се не усуђује да каже истину оном другом. Уместо тога, под маскама богаташа, проводе неколико незаборавних дана у Лас Вегасу. Када све маске најзад падну, они схватају да их ништа не спречава да буду заједно и одлучују да се венчају. Међутим, Николас се не појављује пред олтаром - мафијаш Виктор де Росас послао је своје људе да га убију након партије покера. Он је човек који води двоструки живот - пред светом је само богати предузетник, док је иза кулиса заправо кријумчар злата и дијаманата. 
Реина је очајна јер се њен вољени није појавио, а судбина ће јој спремити сурову обману у лику Естефаније Перез Идалго, која ће је уверити да је Николас умро. Она је порно глумица која се удала за богаташа и остала удовица прве брачне ноћи, поставши тако најмоћнија жена у „граду греха“. Тада је започела своју игру - у јавности, она је власница казина у Лас Вегасу, а иза тог паравана скрива се „Краљица дијаманата“, кријумчарка накита коју сви знају под тим надимком, али је нико никада није видео. 
Када се Николас пробуди из коме, сазнаје да ће ићи у затвор, окривљен за наркотрафикинг и да му је ту замку сместила вољена Реина. У ово га уверава ни мање ни више него Естефанија, која га је одувек волела. Од тог момента, животи Рејне и Николаса постају прави пакао - она је остала сама, са његовим дететом у стомаку и маћехом која јој још више отежава живот. Николас је са друге стране иза решетака и ишчекује коначну пресуду, разочаран у жену коју воли. Истовремено, Виктор де Росас опседнут је Рејном откако ју је угледао. Свестан чињенице да је она сама и незаштићена, те да има ризичну трудноћу, успева да уђе у њен живот и наведе је да поверује да је он у ствари добар и великодушан човек, који жели само најбоље за њу и дете. Неколико месеци касније, Николас је осуђен на 15 година затвора, баш у тренутку када Реина рађа његову кћерку. 
Осам година касније, Реина је постала префињена милионерка, цењена у свету, власница најпознатијег салона венчаница у Лас Вегасу, названог „Краљица срца”. Удала се за Виктора, али није срећна, нешто јој недостаје. Са друге стране, Николас Нуњез регрутован је од стране тајне службе - проглашен је мртвим и додељен му је нови идентитет. Сада је Хавијер Боливар, агент на тајном задатку. 
Када Реина као Викторова супруга на дан венчања излази из цркве, њен поглед се укршта са Хавијеровим, који је посматрао читаву церемонију. За њу, он је Николас, љубав њеног живота, отац њене кћери за кога је мислила да је мртав. Он одлази, а она креће за њим. Међутим, док претрчава улицу, долази до несреће - њен бидермајер завршава на путу, њена венчаница умрљана је крвљу... Хавијер узима букет и одлази. 
Неколико дана касније, Реина се буди, али више ништа није исто. Уопште се не сећа последњих осам година свог живота - не препознаје свог супруга, ни своју ћерку Клару, не зна када је престала да буде сиромашна кројачица, нити када је постала милионерка, супруга, мајка, власница престижног салона венчаница. Не памти ни Николаса, из њеног ума обрисане су минуле године, прво чега се сећа јесу сати пре него што га је упознала. 
Реина сада мора да реконструише своју прошлост у вртлогу тајни, замки и превара. Она не може да поверује да је богата власница „Краљице срца“ и враћа се са кћерком у свој стари крај, тражећи пријатеље са којима се дружила годинама раније. Неће јој бити лако да поврати избрисане године, посебно јер Виктор користи њен губитак памћења и уверава је да је он биолошки отац њене кћерке. Реина не зна да је он способан на све да би је задржао за себе. Не зна ни да Николас, који је сада постао Хавијер Боливар, жели да јој наплати изгубљене године и да му Естефанија помаже у томе. Он задобија Викторово поверење и постаје Реинин лични шофер, који има наређење да је не испушта из вида. Притом, не жели да пропусти прилику да освети, упркос томе што је и даље воли... 

## Глумачка постава

### Главне улоге
| Глумац:           | Улога:                                       |
| ----------------- | -------------------------------------------- |
| Паола Нуњез       | Реина Ортиз „Краљица срца“                   |
| Еухенио Сиљер     | Николас Нуњез / Хавијер Боливар              |
| Хуан Солер        | Виктор де Росас „Црни соко“                  |
| Катерине Сијачоке | Естефанија Перез Идалго „Краљица дијаманата“ |
| Лаура Флорес      | агенткиња Сара Смит                          |

### Споредне улоге
| Глумац:             | Улога:                                               |
| ------------------- | ---------------------------------------------------- |
| Габријел Коронел    | Франциско Франк Марино                               |
| Хенри Зака          | Октавио де Росас                                     |
| Пауло Кеведо        | Исидро Кастиљо                                       |
| Серхио Мур          | Фернандо Сан Хуан / Патрисио Пикасо / Грегорио Перез |
| Карлос Феро         | Лазаро Леива                                         |
| Ђералдин Галван     | Грета де Росас                                       |
| Пабло Азар          | Хуан Хосе Хуанхо Гарсија                             |
| Ванда Дисидоро      | Сусана Сантиљан                                      |
| Марија Луиса Флорес | Констанса Кони Леива                                 |
| Џесика Мас          | Кобра                                                |
| Марица Бустаманте   | Жаклин Жаки Монтола                                  |
| Тали Гарсија        | Камила де Росас                                      |
| Росалинда Родригез  | Кармен Солис                                         |
| Палома Маркез       | Мирјам Фуентес                                       |
| Раул Аријета        | Андрес Хидалго                                       |
| Езекијел Монталт    | Хуан Роки Балбоа                                     |
| Присила Пералес     | Делфина Ортиз                                        |
| Себастијан Ферат    | Кристијан Паласиос                                   |
| Мариса дел Портиљо  | Асунсион Гомез / Маруха Торес                        |
| Хидо Мари           | Дамјан Ернандез                                      |
| Никол Аполонио      | Клара де Росас / Каталина Бенитез                    |
| Емануел Перез       | Роман Леива                                          |
| Едвард Ниткевич     | Артемио Идалго                                       |
| Фани Варгас         | Јоланда Суарез                                       |
| Есанијел Рохас      | Лопез                                                |